# Hajdúbagos
Hajdúbagos es un pueblo húngaro perteneciente al distrito de Derecske, condado de Hajdú-Bihar.

## Superficie
Cuenta con una superficie de 37,44 km².

## Demografía
Hasta 2024 la población era de 1938 habitantes, con una densidad de población de 51,76 hab/km².
| Gráfica de evolución demográfica de Hajdúbagos entre 2020 y 2024 |
|                                                                  |
| Datos según la Oficina Central de Estadística de Hungría.        |